# Chupa-dente-grande
Papa-mosquitos-de-barriga-preta ou chupa-dente-grande (Conopophaga melanogaster) é uma espécie de ave da família Conopophagidae que é comumente encontrada na Bolívia e no Brasil. O habitat natural da espécie são florestas subtropicais ou florestas tropicais húmidas de baixa altitude. 